# 枣山街道
枣山街道，原为枣山镇，是中华人民共和国四川省广安市广安区下辖的一个乡镇级行政单位。2019年12月，撤销枣山镇和广门乡，设立枣山街道，以原枣山镇和原广门乡所属行政区域为枣山街道的行政区域。

## 行政区划
枣山街道下辖以下地区：
枣山村、木桥村、河西村、火山村、何家村、旭岩村、黎明村、建民村、天成村、岩山村、老院村、群干村、鞍山村、插旗村、黑虎村、三圣村、伍佳村、大沟村、黄山村和强华村。